# Verband der Chemielehrer Österreichs
Der Verband der Chemielehrer Österreichs führt die Abkürzung VCÖ und wurde 1985 in Salzburg gegründet, wo sich der Sitz befindet.
Seine Mitglieder sind vor allem Unterrichtende an Hauptschulen, Neuen Mittelschulen, höheren Schulen und Hochschulen sowie Studierende. Viermal im Jahr werden die Fachzeitschrift Chemie und Schule und die Kinder- und Jugendzeitschrift molecool herausgegeben. Der Verband veranstaltet Fortbildungsveranstaltungen für Lehrer und alle zwei Jahre den Europäischen Chemielehrerkongress.